# Eleições presidenciais portuguesas de 2001 no distrito de Castelo Branco
| Eleições presidenciais portuguesas de 2001 Distritos: Aveiro \| Beja \| Braga \| Bragança \| Castelo Branco \| Coimbra \| Évora \| Faro \| Guarda \| Leiria \| Lisboa \| Portalegre \| Porto \| Santarém \| Setúbal \| Viana do Castelo \| Vila Real \| Viseu \| Açores \| Madeira \| Estrangeiro |

## Resultados por Concelho
Os resultados nos concelhos do Distrito de Castelo Branco foram os seguintes:

### Belmonte
| Candidato               | Candidato                  | Votos | %               |
| ----------------------- | -------------------------- | ----- | --------------- |
|                         | Jorge Sampaio              | 1 800 | 63,38 / 100,00  |
|                         | Joaquim Ferreira do Amaral | 841   | 29,61 / 100,00  |
|                         | António Abreu              | 89    | 3,13 / 100,00   |
|                         | Fernando Rosas             | 76    | 2,68 / 100,00   |
|                         | António Garcia Pereira     | 34    | 1,20 / 100,00   |
| Votos Inválidos         | Votos Inválidos            | 74    | 2,54 / 100,00   |
| Total                   | Total                      | 2 914 | 100,00 / 100,00 |
| Eleitorado/Participação | Eleitorado/Participação    | 6 099 | 47,78 / 100,00  |

### Castelo Branco
| Candidato               | Candidato                  | Votos  | %               |
| ----------------------- | -------------------------- | ------ | --------------- |
|                         | Jorge Sampaio              | 15 848 | 61,79 / 100,00  |
|                         | Joaquim Ferreira do Amaral | 7 964  | 31,05 / 100,00  |
|                         | Fernando Rosas             | 785    | 3,06 / 100,00   |
|                         | António Abreu              | 687    | 2,68 / 100,00   |
|                         | António Garcia Pereira     | 365    | 1,42 / 100,00   |
| Votos Inválidos         | Votos Inválidos            | 769    | 2,91 / 100,00   |
| Total                   | Total                      | 26 418 | 100,00 / 100,00 |
| Eleitorado/Participação | Eleitorado/Participação    | 49 199 | 53,70 / 100,00  |

### Covilhã
| Candidato               | Candidato                  | Votos  | %               |
| ----------------------- | -------------------------- | ------ | --------------- |
|                         | Jorge Sampaio              | 16 776 | 66,37 / 100,00  |
|                         | Joaquim Ferreira do Amaral | 6 141  | 24,30 / 100,00  |
|                         | António Abreu              | 1 367  | 5,41 / 100,00   |
|                         | Fernando Rosas             | 682    | 2,70 / 100,00   |
|                         | António Garcia Pereira     | 309    | 1,22 / 100,00   |
| Votos Inválidos         | Votos Inválidos            | 633    | 2,45 / 100,00   |
| Total                   | Total                      | 25 908 | 100,00 / 100,00 |
| Eleitorado/Participação | Eleitorado/Participação    | 49 985 | 51,83 / 100,00  |

### Fundão
| Candidato               | Candidato                  | Votos  | %               |
| ----------------------- | -------------------------- | ------ | --------------- |
|                         | Jorge Sampaio              | 8 640  | 62,53 / 100,00  |
|                         | Joaquim Ferreira do Amaral | 4 131  | 29,90 / 100,00  |
|                         | António Abreu              | 424    | 3,07 / 100,00   |
|                         | Fernando Rosas             | 421    | 3,05 / 100,00   |
|                         | António Garcia Pereira     | 201    | 1,45 / 100,00   |
| Votos Inválidos         | Votos Inválidos            | 343    | 2,43 / 100,00   |
| Total                   | Total                      | 14 160 | 100,00 / 100,00 |
| Eleitorado/Participação | Eleitorado/Participação    | 28 734 | 49,28 / 100,00  |

### Idanha-a-Nova
| Candidato               | Candidato                  | Votos  | %               |
| ----------------------- | -------------------------- | ------ | --------------- |
|                         | Jorge Sampaio              | 3 815  | 64,25 / 100,00  |
|                         | Joaquim Ferreira do Amaral | 1 706  | 28,73 / 100,00  |
|                         | Fernando Rosas             | 200    | 3,37 / 100,00   |
|                         | António Abreu              | 141    | 2,37 / 100,00   |
|                         | António Garcia Pereira     | 76     | 1,28 / 100,00   |
| Votos Inválidos         | Votos Inválidos            | 143    | 2,35 / 100,00   |
| Total                   | Total                      | 6 081  | 100,00 / 100,00 |
| Eleitorado/Participação | Eleitorado/Participação    | 11 704 | 51,96 / 100,00  |

### Oleiros
| Candidato               | Candidato                  | Votos | %               |
| ----------------------- | -------------------------- | ----- | --------------- |
|                         | Joaquim Ferreira do Amaral | 2 083 | 55,21 / 100,00  |
|                         | Jorge Sampaio              | 1 558 | 41,29 / 100,00  |
|                         | Fernando Rosas             | 68    | 1,80 / 100,00   |
|                         | António Garcia Pereira     | 37    | 0,98 / 100,00   |
|                         | António Abreu              | 27    | 0,72 / 100,00   |
| Votos Inválidos         | Votos Inválidos            | 96    | 2,48 / 100,00   |
| Total                   | Total                      | 3 869 | 100,00 / 100,00 |
| Eleitorado/Participação | Eleitorado/Participação    | 7 584 | 51,02 / 100,00  |

### Penamacor
| Candidato               | Candidato                  | Votos | %               |
| ----------------------- | -------------------------- | ----- | --------------- |
|                         | Jorge Sampaio              | 1 773 | 58,71 / 100,00  |
|                         | Joaquim Ferreira do Amaral | 1 022 | 33,84 / 100,00  |
|                         | Fernando Rosas             | 107   | 3,54 / 100,00   |
|                         | António Abreu              | 73    | 2,42 / 100,00   |
|                         | António Garcia Pereira     | 45    | 1,49 / 100,00   |
| Votos Inválidos         | Votos Inválidos            | 108   | 3,45 / 100,00   |
| Total                   | Total                      | 3 128 | 100,00 / 100,00 |
| Eleitorado/Participação | Eleitorado/Participação    | 6 862 | 45,58 / 100,00  |

### Proença-a-Nova
| Candidato               | Candidato                  | Votos | %               |
| ----------------------- | -------------------------- | ----- | --------------- |
|                         | Joaquim Ferreira do Amaral | 2 780 | 52,76 / 100,00  |
|                         | Jorge Sampaio              | 2 300 | 43,65 / 100,00  |
|                         | Fernando Rosas             | 91    | 1,73 / 100,00   |
|                         | António Garcia Pereira     | 58    | 1,10 / 100,00   |
|                         | António Abreu              | 40    | 0,76 / 100,00   |
| Votos Inválidos         | Votos Inválidos            | 143   | 2,64 / 100,00   |
| Total                   | Total                      | 5 412 | 100,00 / 100,00 |
| Eleitorado/Participação | Eleitorado/Participação    | 9 170 | 59,02 / 100,00  |

### Sertã
| Candidato               | Candidato                  | Votos  | %               |
| ----------------------- | -------------------------- | ------ | --------------- |
|                         | Joaquim Ferreira do Amaral | 4 630  | 56,08 / 100,00  |
|                         | Jorge Sampaio              | 3 253  | 39,40 / 100,00  |
|                         | Fernando Rosas             | 179    | 2,17 / 100,00   |
|                         | António Abreu              | 99     | 1,20 / 100,00   |
|                         | António Garcia Pereira     | 95     | 1,15 / 100,00   |
| Votos Inválidos         | Votos Inválidos            | 253    | 2,97 / 100,00   |
| Total                   | Total                      | 8 509  | 100,00 / 100,00 |
| Eleitorado/Participação | Eleitorado/Participação    | 15 764 | 53,98 / 100,00  |

### Vila de Rei
| Candidato               | Candidato                  | Votos | %               |
| ----------------------- | -------------------------- | ----- | --------------- |
|                         | Joaquim Ferreira do Amaral | 1 368 | 66,57 / 100,00  |
|                         | Jorge Sampaio              | 576   | 28,03 / 100,00  |
|                         | Fernando Rosas             | 42    | 2,04 / 100,00   |
|                         | António Garcia Pereira     | 39    | 1,90 / 100,00   |
|                         | António Abreu              | 30    | 1,46 / 100,00   |
| Votos Inválidos         | Votos Inválidos            | 103   | 4,78 / 100,00   |
| Total                   | Total                      | 2 158 | 100,00 / 100,00 |
| Eleitorado/Participação | Eleitorado/Participação    | 3 363 | 64,17 / 100,00  |

### Vila Velha de Ródão
| Candidato               | Candidato                  | Votos | %               |
| ----------------------- | -------------------------- | ----- | --------------- |
|                         | Jorge Sampaio              | 1 549 | 64,22 / 100,00  |
|                         | Joaquim Ferreira do Amaral | 687   | 28,48 / 100,00  |
|                         | António Abreu              | 92    | 3,81 / 100,00   |
|                         | Fernando Rosas             | 47    | 1,95 / 100,00   |
|                         | António Garcia Pereira     | 37    | 1,53 / 100,00   |
| Votos Inválidos         | Votos Inválidos            | 45    | 1,83 / 100,00   |
| Total                   | Total                      | 2 457 | 100,00 / 100,00 |
| Eleitorado/Participação | Eleitorado/Participação    | 4 145 | 59,28 / 100,00  |